# Trådormstjärnor
Trådormstjärnor (Amphiuridae) är en familj av ormstjärnor som beskrevs av Ljungman 1867. Trådormstjärnor ingår i ordningen Ophiurida, klassen ormstjärnor, fylumet tagghudingar och riket djur. Enligt Catalogue of Life omfattar familjen Amphiuridae 507 arter. 

## Dottertaxa till Trådormstjärnor, i alfabetisk ordning[1][2]
- Acrocnida
- Amphichondrius
- Amphicontus
- Amphigyptis
- Amphilimna
- Amphiodia
- Amphiomya
- Amphioncus
- Amphioplus
- Amphipholis
- Amphistigma
- Amphitarsus
- Amphiura
- Anamphiura
- Dougaloplus
- Icalia
- Microphiopholis
- Monamphiura
- Nannophiura
- Nudamphiura
- Nullamphiura
- Ophiocentrus
- Ophiocnida
- Ophiomonas
- Ophionema
- Ophionephthys
- Ophiophragmus
- Ophiostigma
- Pandelia
- Paracrocnida
- Paramphichondrius
- Paramphiura
- Triodia